# シュコツィアン
シュコツィアン(Škocjan)は、スロベニアの市である。1994年10月に自治体として認められたシュコツィアンは、スロベニア南東部のドレンスカ地方にある自治体である。シュコツィアン自治体の所在地はシュコツィアンである。
世界遺産のシュコツィアン洞窟群は、ディヴァーチャ市にある。